# Ямбольська область
Ямбольська область (болг. Област Ямбол) — область у Південно-східному регіоні Болгарії. Межує на півдні з Туреччиною.
Міста: Єлхово.
| Болгарія | Це незавершена стаття з географії Болгарії. Ви можете допомогти проєкту, виправивши або дописавши її. |